# Joseph Lecocqmartin
Joseph Lecocqmartin (Bergen, 21 april 1772 - 21 oktober 1850) was een Antwerpse edelsmid.

## Biografie
Joseph Lecocqmartin was afkomstig van Bergen, waar hij in 1772 geboren werd. Sedert ca. 1790-1791 verbleef hij te Antwerpen. Zijn meesterteken werd op 9 januari 1806 geregistreerd; de jaren ervoor had hij voor rekening van andere edelsmeden gewerkt. Hij verliet in 1840 zijn atelier op de hoek van de Everdij- en de Kammenstraat en verhuisde naar de Lange Ridderstraat nr. 48. Zijn atelier zou na zijn overlijden in 1850 overgenomen zijn door Lambert Van Ryswyck, die als zovele andere als leerling of als gezel van Lecocqmartin vermeld wordt; wat meteen wijst op de reputatie van Lecocqmartin als edelsmid.

## Objecten
Het Zilvermuseum Sterckshof bezit van Lecocqmartin een schenkkan van een uitzonderlijke kwaliteit (inv.nr. S2006/5). Het ovale portretmedaillon van Napoleon, voorgesteld als keizer, tussen twee lauriertakken is volledig geciseleerd en niet geappliqueerd zoals de nop bovenaan doet vermoeden. De 24 panden lopen van de schenktuit over de buik en de voet door tot in de voetrand. De differentiatie tussen de getrokken friezen is voor Antwerpen tot dan toe ongezien; in het bijzonder de band met keizerlijke adelaars, die het idee versterken dat deze kan bij een speciale gelegenheid werd gemaakt. Bijvoorbeeld bij een van de bezoeken van Napoleon aan Antwerpen of naar aanleiding van de geboorte van zijn zoon, de koning van Rome, op 20 maart 1811. Dit laatste gebeuren werd in Antwerpen uitbundig gevierd van 8 tot 10 juni 1811. Op 10 juni werden allerlei wedstrijden georganiseerd waarbij de winnaars met zilveren geschenken werden bedacht. Mogelijk was deze schenkkan het cadeau voor de winnaar van de boogschietwedstrijd.